# Regierungsrat (Zürich)
Der Regierungsrat ist die Regierung des Kantons Zürich. Er besteht aus sieben Mitgliedern (Regierungsräten), die jeweils eine Direktion führen.
Die Mitglieder werden vom Volk im Majorzwahlverfahren gewählt. Die Amtsdauer beträgt vier Jahre. Der Rat tagt in der Regel im Rathaus in Zürich.

## Geschichte
Die Verfassung vom 19. Februar 1803 sah als Legislative einen «Grossen Rat» und als Exekutive einen «Kleinen Rat» mit 25 Mitgliedern vor. Sein Vorsitzender trug den Titel «Burgermeister». Eine Gewaltentrennung gab es damals nicht: Die obersten Richter (Judikative) und die Mitglieder des Kleinen Rates waren auch Mitglieder des Grossen Rates. Nachträgliche Änderungen im Jahr 1814 gaben der Stadt Zürich wieder mehr Rechte – die Unzufriedenheit im Rest des Kantons wuchs.

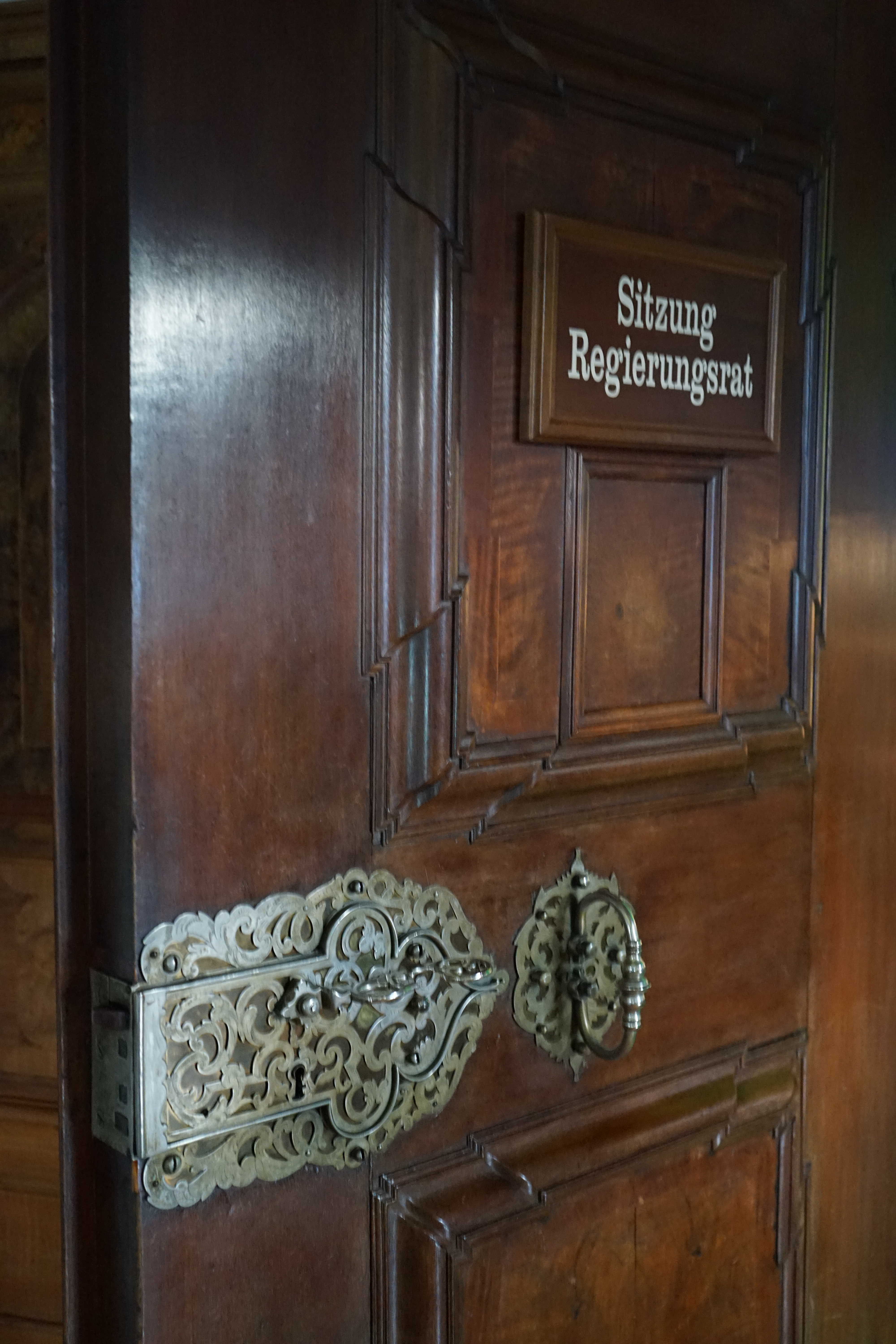
Tür zum Regierungsratssaal im Rathaus Zürich

Der Aufstand der Landbevölkerung und der Winterthurer am 22. November 1830, der sogenannte Ustertag, führte dazu, dass am 10. März 1831 im Kanton Zürich eine radikal-liberale Verfassung in Kraft gesetzt wurde, die der Regenerationsbewegung entsprach. 1831 wurden vom «Großen Rath» (Parlament) erstmals zehn Regierungsräte gewählt. In der Verfassung vom 23. März 1831 waren eigentlich 19 Mitglieder für den «Regierungsrath» vorgesehen. Die Amtsdauer betrug sechs Jahre, wobei alle zwei Jahre ein Drittel wiedergewählt werden sollte. Der Vorsitzende wurde «Bürgermeister» genannt. In den folgenden Jahren kamen gelegentlich weitere Regierungsräte dazu.
Der liberale Aufbruch mit der Modernisierung missachtete alte traditionelle Rechte der Landbevölkerung. Insbesondere der «Straussenhandel» erweckte 1839 den Volkszorn bei den weniger liberalen Bevölkerungsteilen. Am 6. September 1839 kam es zum Züriputsch, als Tausende Bewaffnete in Zürich eintrafen. Sie stiessen mit Soldaten zusammen; 14 Putschisten und Regierungsrat Johannes Hegetschweiler starben, nachdem die Soldaten das Feuer eröffnet hatten. In der Folge trat der Regierungsrat zurück. Unter Führung des Stadtpräsidenten Paul Carl Eduard Ziegler entstand eine neue konservative Übergangsregierung, der provisorische «Staatsrat». In der Folge liess dieser verfassungswidrig die meisten Ämter neu besetzen und ordnete auch eine Neuwahl des Parlaments an.
1845 erlangten die Liberalen in Zürich wieder die Macht. 1849 wurde die Verfassung verändert: Die Zahl der Mitglieder wurde auf neun Regierungsräte und die Amtsdauer auf vier Jahre beschränkt, wobei alle zwei Jahre die Hälfte erneuert wurde. Der Vorsitzende wurde neu als «Präsident» bezeichnet. Regierungsräte konnten immer noch Mitglieder des Parlaments sein.
Auf Druck der Opposition kam es 1869 zu einer neuen Verfassung. Die Wahl der Regierung und der Ständeräte des Kantons ging vom Parlament auf das Volk über. Der Regierungsrat bestand neu aus sieben Mitgliedern, die für vier Jahre gewählt wurden. Das Gremium wählte seinen Präsidenten und Vizepräsidenten jeweils für ein Jahr. Zu Beginn bestand der Regierungsrat nur aus Mitgliedern der Demokratischen Partei. 1872 wurde erstmals ein Mitglied der Liberalen Partei gewählt; in den folgenden Jahren gewann diese weitere Sitze hinzu.
Die Verfassung vom 27. Februar 2005 veränderte die Stellung des Regierungsrats nicht wesentlich.

## Mitglieder
| Regierungsrat      | Partei    | Direktion                           |
| ------------------ | --------- | ----------------------------------- |
| Jacqueline Fehr    | SP        | Direktion der Justiz und des Innern |
| Mario Fehr         | parteilos | Sicherheitsdirektion                |
| Martin Neukom      | GPS       | Baudirektion                        |
| Natalie Rickli     | SVP       | Gesundheitsdirektion                |
| Silvia Steiner     | Die Mitte | Bildungsdirektion                   |
| Ernst Stocker      | SVP       | Finanzdirektion                     |
| Carmen Walker Späh | FDP       | Volkswirtschaftsdirektion           |

## Parteipolitische Zusammensetzung

Regierungsratssaal (1986)

Regierungsratssaal (1986)

Im Regierungsrat sind seit den späten 1920er Jahren Parteien von links bis rechts vertreten. Üblicherweise gehören dem Regierungsrat auch Parteien an, die nicht im Bundesrat vertreten sind:
- bis 1959 die Demokratische Partei
- von 1897 bis 1929 der Grütliverein
- von 1942 bis 1995 der Landesring der Unabhängigen
- von 1963 bis 1975 die Christlichsoziale Partei
- von 1995 bis 2007, von 2011 bis 2015 und seit 2019 die Grüne Partei

Der ehemalige Sozialdemokrat Mario Fehr wurde trotz seines Austritts aus der Partei 2023 als Parteiloser wiedergewählt. Seit seinem Parteiaustritt ist die SVP die einzige Partei, die mit zwei Mitgliedern vertreten ist.

## Direktionen
Die Regierungsräte leiten jeweils eine der folgenden Direktionen:
- Baudirektion
- Bildungsdirektion
- Finanzdirektion
- Gesundheitsdirektion
- Direktion der Justiz und des Innern
- Sicherheitsdirektion
- Volkswirtschaftsdirektion

## Wahlen
- 2027: Termine nicht bekannt (Stand November 2023)
- 12. Februar 2023: Wahlen im Kanton Zürich 2023
- 24. März 2019: Wahlen im Kanton Zürich 2019